# Tierras Bajas (hititas)

Mapa de las principales regiones de la antigua Anatolia

Las Tierras Bajas fueron una región histórica situada en Anatolia que se extendía al sur de Hattusa, la capital del Imperio Hitita, en la zona del lago de la Sal. Por el contrario las Tierras Altas eran las zonas montañosas situadas al este de Hattusa.

## Historia
La región fue objeto de ataques y saqueos de la región vecina de Arzawa durante el siglo XIV a. C. A finales de ese siglo Piyassili, también llamado Sarri-Kusuh, virrey hitita de Karkemish e hijo del rey Suppiluliuma I, trató de hacerse con el control de ambas regiones, conquistándolas finalmente.
- Datos: Q3394979